# Distrito electoral de Dublin-Bonanza (condado de Boone, Nebraska)
Dublin-Bonanza (en inglés: Dublin-Bonanza Precinct) es un distrito electoral ubicado en el condado de Boone en el estado estadounidense de Nebraska. En el Censo de 2010 tenía una población de 303 habitantes y una densidad poblacional de 1,23 personas por km².

## Geografía
Dublin-Bonanza se encuentra ubicado en las coordenadas 41°43′10″N 98°14′36″O / 41.71944, -98.24333. Según la Oficina del Censo de los Estados Unidos, Dublin-Bonanza tiene una superficie total de 246.85 km², de la cual 246.11 km² corresponden a tierra firme y (0.3%) 0.74 km² es agua.

## Demografía
Según el censo de 2010, había 303 personas residiendo en Dublin-Bonanza. La densidad de población era de 1,23 hab./km². De los 303 habitantes, Dublin-Bonanza estaba compuesto por el 96.37% blancos, el 2.97% eran de otras razas y el 0.66% pertenecían a dos o más razas. Del total de la población el 3.3% eran hispanos o latinos de cualquier raza.